# Lichnochromis acuticeps
Lichnochromis acuticeps (Gr.: „lichnos“ = gefräßig + „chromis“ = alte Bez. für. Buntbarsche; „acutus“ = spitz + „ceps“ = Kopf) ist eine mittelgroße Buntbarschart die endemisch im ostafrikanischen Malawisee vorkommt.

## Merkmale
Lichnochromis acuticeps wird 20 bis 25 cm lang und hat einen langgestreckten Körper mit einem großen Kopf mit flach ansteigendem Profil und eine lange, seitlich abgeflachten Schnauze. Der Unterkiefer steht vor. Die Weibchen sind silbriggrau bis gelbbraun und haben transparente Flossen. Rücken- und Afterflosse der Weibchen sind abgerundet. Männchen sind grünblau, die Schuppen der Flanken sind vorne rötlich bis orange und hinten hellblau. Brust- und Bauch sind oft gelblich. Die bläuliche, weiß gesäumte Rückenflosse sowie die Afterflosse sind ausgezogen. Beide Geschlechter zeigen einen dunklen Streifen, der sich vom „Nacken“ bis auf den Schwanzstiel erstreckt, bei dominanten Männchen aber von der blauen Rückenfärbung überdeckt werden kann. Drei Mylochromis-Arten sehen Lichnochromis acuticeps in Gestalt und Zeichnung recht ähnlich, besitzen jedoch keine seitlich abgeflachte Schnauze.

## Lebensweise
Lichnochromis acuticeps ist wahrscheinlich im gesamten Malawisee verbreitet, jedoch relativ selten. Die Fische sind nicht standorttreu, leben in flachem Wasser bis in Tiefen von 15 Metern und einzeln. Trotz des Raubfischhabitus ernährt sich Lichnochromis acuticeps nur von Kleintieren, die die Art in senkrechten Felsspalten oder unter Steinen aufschnappt. Dabei stößt der Fisch mit der flachen Schnauze soweit es geht in Spalten vor, bei auf dem Boden hohl aufliegenden Steinen dreht er sich vorher um 90° auf die Seite, und nimmt Partikel und Kleintiere auf, wahrscheinlich ohne sie vorher gesehen zu haben. Wie fast alle Buntbarsche des Malawisees ist Lichnochromis acuticeps ein Maulbrüter. Die Männchen sind während der Fortpflanzung territorial. Die Fische laichen auf Steinen oder auf dem Sand ohne vorher eine Laichgrube zu graben.